# HD 3411
HD 3411，又名BD+23 84，SAO 74148、HR 156，是一颗恒星，视星等为6.47，位于銀經118.74，銀緯-38.74，其B1900.0坐标为赤經0h 31m 51.1s，赤緯+23° -38.74′ 54″。